# القصف الصاروخي بين إسرائيل وحزب الله (أغسطس 2024)
القصف الصاروخي بين إسرائيل وحزب الله هو قصفٌ متبادلٌ بين حزب الله و‌الجيش الإسرائيلي في ساعات الصباح الأولى من يوم 25 آب/أغسطس 2024، بدأ هذا القصفُ الصاروخي المتبادَل بين الطرفين لمّا شنَّت إسرائيل سلسلة غارات جويّة على عددٍ من القُرى والبلدات في جنوب لبنان على أهداف قالت أنها لحزب الله زاعمةً أنّ ما قامت به هي «ضربة استباقيّة» أو «هجوم وقائي» كما وصفه الإعلام العبري. لم تكد تمرُّ عشرات الدقائق على الغارات الإسرائيليّة حتى بدأ حزب الله في هجماته عبر بضعِ مئاتٍ من الصواريخ التي استهدفت عددًا من الثكنات العسكريّة بالإضافة لهجماتٍ بالطائرات المسيّرة الانقضاضيّة.
استهدفَ الجيشُ الإسرائيلي عبر غاراته نحو أربعين موقعًا مختلفًا في جنوب لبنان، أما الحزب فقد أطلقَ أكثر من 300 صاروخ على شمال إسرائيل شارحًا في بيانٍ أنّ ما حصل هو «المرحلة الأولى» من الرد على اغتيال إسرائيل للقيادي البارز فؤاد شكر في بيروت في أواخر تموز/يوليو من نفس العام.

## خلفية

### عملية طوفان الأقصى
دخل حزب الله معركة طوفان الأقصى منذ يومها الثاني (8 أكتوبر 2023) من خلال استهداف عديد المعدات التجسسية على الحدود بين لبنان وإسرائيل، ثم تطور الأمر لمناوشاتٍ بين الطرفين واشتباكات متفرقة ومتقطعة تخللها تبادلٌ للقصف الصاروخي حيث أطلق الحزب عددًا من الصواريخ صوبَ مواقع عسكرية إسرائيلية ومستوطنات الشمال ووصل الأمر في بعض الحالات حدّ استهداف قواعد للجيش الإسرائيلي على بُعد عشرات الكيلومترات. إسرائيل من جهتها ردّت عبر مئات الغارات الجويّة والتي طالت القرى والبلدات في الجنوب اللبناني بل وأقدمت في بعض المرات على ضربِ العُمق اللبناني وتحديدًا بيروت كما حصل يوم اغتيال صالح العاروري القيادي الكبير في حماس.

### اغتيال فؤاد شكر
أقدمت إسرائيل يوم 30 تموز/يوليو 2024 على اغتيال القيادي البارز في حزب الله فؤاد شكر عبرَ غارة جوية طالت قلب الضاحيّة الجنوبية في العاصمة بيروت. عقبَ هذا الاغتيال الكبير خرجَ الأمين العام لحزب الله حسن نصر الله في بثٍّ متلفزٍ أعلن فيه الكثير من الأمور لعلَّ أبرزها قوله إنّ حزب الله سيدخلُ مرحلة جديدة في صراعه مع إسرائيل وأنه لن يكتفي بكونه «جبهة إسناد» لفصائل المقاومة في قطاع غزّة.

### أسابيع من المناوشات المحدودة
أعقب هذا الاغتيال ثلاثُ أسابيع من المناوشات المحدودة والتي لم يجري فيه كسر قواعد الاشتباك المتعارَف عليها. رفعت إسرائيل من جاهزيتها بشكل كبيرٍ جدًا استعدادًا لردّ حزب الله (وردٍّ محتملٍ من إيران عقبَ اغتيال إسماعيل هنية في قلبِ طهران)، كما صعَّدت عملياتها من خلال استهداف عددٍ من القادة الميدانيين للحزب في اغتيالات متعددة عبر الطيران المسيّر وسطَ حديثٍ عن احتماليّة خروج الوضع عن السيطرة وتحوّل الاشتباكات المتقطّعة لحربٍ شاملة.

## القصف الصاروخي

### الغارات الإسرائيلية الأولى
شنَّت إسرائيل قبل الخامسة صباحًا (توقيت لبنان) عددًا من الغارات الجويّة التي طالت مواقف متفرقة ومختلفة من قرى حدوديّة في الجنوب اللبناني. كان الهجوم اعتياديًا نظرًا للمنطقة المستهدفَة، لكنّ غير الاعتيادي هو بيان الجيش الإسرائيلي والذي قال إنّ الغارات المكثفة طالت أهدافًا لحزب الله شكَّلت تهديدًا لإسرائيل. طالبَ الجيش في ذات البيان السكان بالاستعداد لردٍ من الحزب وبالالتزامِ بتعليمات الجبهة الداخلية في ظلِّ الاستعدادات المستمرة من حزب الله لتنفيذ هجمات واسعة على إسرائيل. أُغلق في الأثناء مطار بن غوريون أمام الهبوط والإقلاع أما الطائرات التي كانت في طريقها لإسرائيل فتمَّ تحويلها بحسبِ القناة 12 العبريّة لتهبط في مطارات أخرى بالمنطقة.

### صواريخ حزب الله
لم تكد تمرُّ نصف ساعةٍ على البيان الإسرائيلي حتى بدأ حزبُ الله في إطلاق عشرات الصواريخ من الجنوب صوبَ مستوطنات الجليل ودوَّت صفارات الإنذار دون توقّف تقريبًا وفُتحت كل الملاجئ لمن تبقّى من المستوطنين. دوت صفارات الإنذار في عكا ومحيطها، كما سُمعت أصوات انفجارات ناجمة عن اصطدام صواريخ القبة الحديدية الاعتراضيّة بصواريخ حزب الله.
نشر حزب الله بُعيد السادسة صباحًا بيانًا تحديثيًا قال فيه إنّه وفي «إطار الرد على استشهاد القائد فؤاد شكر بدأ مجاهدو المقاومة هجومًا جويًا كبيرًا في العمق الصهيوني» موضّحًا أنه استهدفَ مواقع وثكنات ومنصات القبة الحديدية في شمال فلسطين المحتلة بعدد كبير من الصواريخ ومؤكّدًا على أنّ هذه العمليات ستأخذُ وقتًا وبعد ذلك سيُصدر الحزب بيانا تفصيليًا بشأن المجريات والأهداف. اعترفَ الجيش الإسرائيلي بأنّه رصد نحو 320 صاروخًا ومسيّرة خرجَت من لبنان خلال الساعة والنصف الأخيرة ثم خرجَ الناطق العسكري الإسرائيلي دانيال هاغاري في موجز عند السابعة صباحًا أعاد فيه التأكيد على أنّ عشرات الطائرات الحربية هاجمت وتُواصل هجماتها على جنوب لبنان.
أعلنَ حزب الله الانتهاء من المرحلة الأولى من عملياته بنجاح كامل وشرحَ أن هذه المرحلة شملت استهداف ثكنات ومواقع الجيش تسهيلًا لعبور المسيرات نحو هدفها المنشود في العمق دون مزيدٍ من التفاصيل، زعمت القناة 12 العبريّة في هذه الأثناء أن حزب الله خطَّط لإطلاق حوالي 6000 صاروخ وطائرة مسيرة باتجاه إسرائيل، أما الموقع الإخباري الأمريكي أكسيوس فنقلَ عن مسؤولين إسرائيليين وأمريكيين قولهم إنّ واشنطن و‌تل أبيب حصلتا على معلومات تُفيد باستعداد حزب الله لشنّ هجوم.
خرجَ رئيس الوزراء الإسرائيلي نتنياهو في تمامِ الثامنة والنصف صباحًا ليُعيد تكرار ما جاء به المتحدث العسكري وبيانات الجيش من قبل حيث أعلن أنّ إسرائيل رصدت استعداد حزب الله للهجوم فوجَّهت الجيش للمبادرة لإزالة التهديدات داعيًا الإسرائيليين إلى متابعة توجيهات الجبهة الداخلية. اللافتُ في حديث نتنياهو كان زعمه بأنّ الجيش دمَّر خلال الهجوم الاستباقي آلاف الصواريخ التي كانت موجهة لشمال إسرائيل وأزال تهديدات أخرى، وهو غير مؤكّد خاصة وأنه لم تظهر أي انفجاراتٍ ثانوية في الغارات الإسرائيلية على جنوب لبنان.

### نهاية القصف المتبادل
أعلنَ حزب الله في بيانٍ تحديثي جديدٍ بأنّ جميع المسيرات الهجومية أُطلقت في الأوقات المحددة لها وعبرت الحدود باتجاه أهدافها من مسارات متعددة، نافيًا المزاعم الإسرائيليّة بخصوص العمل الاستباقي وتعطيل الهجوم واصفًا إيّاها بـ «الإدعاءات الفارغة» ثم أكّد أن العملية العسكرية لهذا اليوم قد تمَّت وأُنجزت. إسرائيل من جهتها بعثت بعد التاسعة صباحًا بحسبِ يديعوت أحرونوت رسائل لعدة أطراف تُخطرهم أن العملية العسكرية في هذه المرحلة انتهت ما لم تحدث مفاجآت، أمّا يسرائيل هيوم فقد نشرت مقالة نقلًا عن مسؤولين إسرائيليين قولهم أنّه إذا كان حزب الله راضيًا عن رده اليوم فإن إسرائيل لن تُوسّع الحملة وسيُمكن إغلاق ملف اغتيال فؤاد شكر.

## الخسائر
بدأت أضرار الغارات الإسرائيلية على الجنوب اللبناني في التكشّف حيث أعلنت وزارة الصحة اللبنانية مقتل 3 أشخاص في الغارات على بلدتي الطيري و‌الخيام نعى حزب الله اثنين منهم، أما على الجانب الإسرائيلي بالإضافة للخسائر الماديّة تناقلت وسائل إعلام عبريّة خبر إصابة جنديين اثنين بعد سقوط صاروخٍ أُطلق من لبنان ووقعَ على مقربةٍ من زورق حربي قبالة شواطئ نهاريا، ثم اعترفَ الجيش الإسرائيلي بعد ساعات بالحدث معلنًا مقتل جندي واحد من سلاح البحرية خلال المعارك على الحدود الشمالية وإصابة آخر.
بشكلٍ عامٍ فإنّ القصف المتبادل بين الطرفين لم يتسبب في أضرار كبيرة وفادحة ولم يؤدي لأيّ تغييرات ملحوظة. لم تستطع إسرائيل خلال عمليتها التي تصفها بالاستباقيّة قصف بلدات جديدة ولم تطل غاراتها سوى البلدات الحدوديّة، ونفس الشيء بالنسبة لرد حزب الله والذي لم يكسر ما يُعرف بقواعد الاشتباك واكتفى بقصف مواقع سبق له وأن استهدفها بينما لم تُمسّ تل أبيب كما نفت إسرائيل تضرر أي من قواعدها العسكرية. وعلى الجانب الآخر، نقلت قناة الميادين عن مصادر أمنية أوروبية مقتل 24 جندي إسرائيلي وإصابة 74 آخرين.

## تضارب الروايات
نشرت هآرتس العبريّة في نحو العاشرة صباحًا عن تقديراتٍ للجيش بأنّ حزب الله كان سيستهدفُ قواعد شعبة الاستخبارات العسكرية و‌الموساد في شمال تل أبيب، وهو نفس ما ذهبت له صحيفة يديعوت أحرونوت العبريّة أيضًا والتي قالت بمزيدٍ من التفصيل إنّ من بين أهداف حزب الله في الهجوم الذي تم إحباطه منطقة غليلوت التي تضمُّ مقر الموساد والوحدة 8200. بحلول السادسة مساءً خرج أمين عام حزب الله حسن نصر الله في خطابٍ متلفز ليشرح فيه حيثيات ما حصل، حيث سمّى بدايةً العملية بعملية الأربعين أو يوم الأربعين نسبةً لتزامنها معَ أربعينية الحسين. من بين أهمّ ما ورد في خطابِ الرجل كان حديثه عن الهدف الاستراتيجي المستهدف خلال العمليّة وهي قاعدة غليلوت التي تتمركز في عمق إسرائيل بحيث تبعد عن لبنان بحسبِ نصر الله نحو 110 كلم وتبعد عن حدود مدينة تل أبيب كيلومتر ونصف. ذكر حسن أنّ القاعدة تضمُّ عددًا من المواقع الحساسة بينها قاعدة المخابرات العسكرية مضيفًا أنّ الأيام والليالي ستكشفُ حقيقة ما جرى رغم التكتم الإسرائيلي.
هذه المعطيات الجديدة التي ذكرها نصر الله هي نفسها التقديرات الذي رجّحها الجيش الإسرائيلي صباحًا نافيًا أن تكون هذه المواقع قد تعرّضت للاستهداف، إلّا أن أمين الحزب قال إنّ عددًا من المسيرات أصابت أهدافها أما الإصابات في نهاريا وعكا وغيرها فهي ناجمة عن الصواريخ الاعتراضية الإسرائيلية. نفى حسن نصر الله وبصريحِ العبارة ما جاء به نتنياهو بخصوص استهداف صواريخ باليستية كانت معدة لاستهداف تل أبيب واصفًا كل هذا بالكذب لا غير، ولمَّح إلى أن هذا الرد – والذي كان محدودًا جدًا من حيثُ النتائج – أولي وإذا كانت نتيجة العملية غير كافية فستُتخذ قرارات لاحقة. خرجَ المتحدث العسكري الإسرائيلي في المساء في إيجازه اليومي ليُقدم مزيدًا من التفاصيل حيث أعلنَ أنّ 100 طائرة لسلاح الجو شاركت في «إحباط هجمات حزب الله» نافيًا أن تكون القواعد الإسرائيلية في الشمال أو الوسط قد تعرّضت لإصابات ردًا على ما ذهبَ إليه الحزب في خطاب نصر الله قبل ساعات.
في حين ذكرت قناة الميادين نقلًا عن مصادر أمنية أوروبية مقتل 24 إسرائيلي ما بين جندي وضابط من عناصر الاستخبارات، وإصابة 74 آخرين، إثر استهداف مقرات وحدة 8200 بقاعدتيّ «غليلوت» و«عين شيمر»، وذكرت الميادين نقلًا عن تلك المصادر أيضًا أن ضربة حزب الله حققت «نجاحًا كبيرًا». أكد نعيم قاسم، نائب نصر الله تقرير قناة الميادين، وتحدث عن «خسائر كبيرة في صفوف الجيش الإسرائيلي»، كما نقل عن تعتيم إسرائيلي لما حصل في تلك الضربات، وإخفاء عدد الخسائر الحقيقة، إذ قال: «قاموا -الإسرائيليون- بتعتيم أمني لساعات طويلة ومنعوا على عدة كيلومترات أن يصل أحد إلى القاعدة، وأوعزوا إلى وسائل الإعلام ألا تذكر شيئا، بهذا الخصوص، لا سلبا ولا إيجابا، فهذا يثير علامة استفهام».

## لاحقًا
قصف تل أبيب من القسّام
سُمعت بعد العاشرة مساءً صفارات الإنذار وهي تدوي في مدينة ريشون لتسيون جنوب تل أبيب، كما سُمع دوي انفجارات في الضواحي الجنوبية للمدينة وهي انفجاراتٌ ناجمةٌ في الغالب عن الصواريخ الاعتراضيّة. سارعَ الجيش الإسرائيلي لنشر بيانٍ أعلن فيه رصد صاروخ أُطلق من جنوب قطاع غزة وسقط بمنطقة مفتوحة في ريشون لتسيون ولم يتسبب في وقوع جرحى أو قتلى بل فقط خسائر ماديّة محدودة. أعلنت وسائل إعلام عبريّة لاحقًا أنّ الهجوم تسبَّب في إصابة مستوطنة واحدة بإصابات أغلبها طفيف وذلك أثناء هروبها نحو ملجأ عند تفعيل صفارات الإنذار في تل أبيب. كتائب القسّام من جهتها لم تتأخّر في تبنّي القصف حيث نشرت بيانًا تؤكّد فيه قصفها تل أبيب بصاروخ من طراز مقادمة إم 90 «ردًا على المجازر الصهيونية بحق المدنيين وتهجير شعبنا».

## ردود الفعل
على الرغمِ من أنّ هجوم حزب الله لم يتسبب في تغيير كبير ولم يكن مؤثرًا لتلك الدرجة، فقد استقبلت عددٌ من الحركات العمليّة بحفاوة كبيرة وباركتها.
- حوثيون: رد حزب الله القوي والفاعل في عمق إسرائيل يؤكد أن المقاومة صادقة في وعدها ووعيدها.[40]
- حماس: نشيد ونبارك بالرد النوعي الكبير الذي نفذه حزب الله ضد أهداف حيوية واستراتيجية بعمق الكيان الصهيوني.[41]
  - أشاد المتحدث الرسمي بكتائب القاسم، أبو عبيدة برد حزب الله وبارك العملية، معتبرًا أن العملية «تؤكد من جديد تغير الواقع الاستراتيجي لكيان الاحتلال منذ طوفان الأقصى».[42]
- الجبهة الشعبية لتحرير فلسطين: عملية حزب الله تنفيذٌ لقرار شجاع ووعد صادق رغم كل التهديدات والحشد الأمريكي.[43]